# Miss Europe 1962

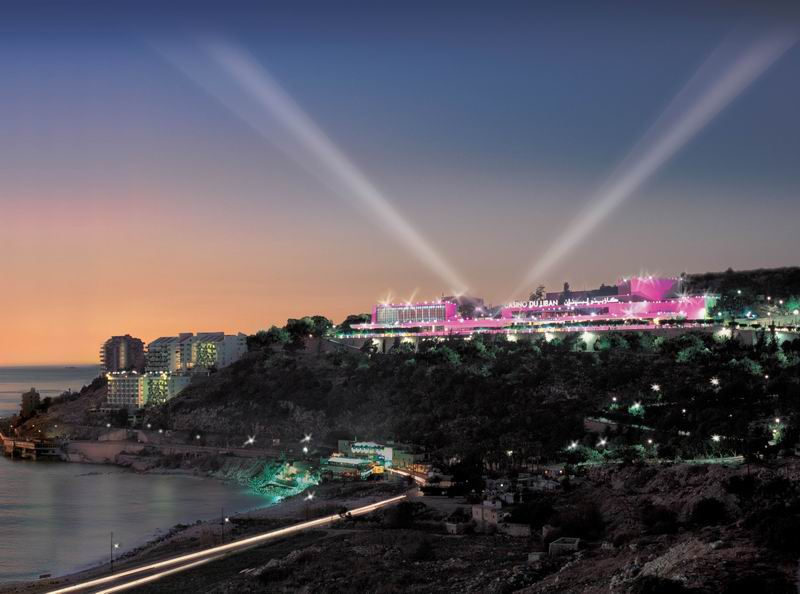
Das Casino du Liban in Beirut, Ort der Veranstaltung

Der Wettbewerb um die Miss Europe 1962 war der vierzehnte, den die Mondial Events Organisation (MEO) durchführte. Sie war von den Franzosen Roger Zeiler und Claude Berr ins Leben gerufen worden, hatte ihren Sitz in Paris und organisierte den Wettbewerb bis 2002.
Die Kandidatinnen waren in ihren Herkunftsländern von nationalen Organisationskomitees ausgewählt worden, die mit der MEO Lizenzverträge abgeschlossen hatten.
Die Veranstaltung fand am 2. Juni 1962 im Casino du Liban in der libanesischen Hauptstadt Beirut statt. Es gab, wie in den beiden Vorjahren, 17 Bewerberinnen.
| Land                    | Schreibweise bei Pageantopolis | Schreibweise in der Heimatsprache | Teilnahme an weiteren Wettbewerben                                |
| ----------------------- | ------------------------------ | --------------------------------- | ----------------------------------------------------------------- |
| Platzierungen           |                                |                                   |                                                                   |
| 1. Spanien              | Maruja García Nicoláu          | Maruja García Nicoláu             |                                                                   |
| 2. Dänemark             | Birgitte Heiberg               |                                   | Miss International 1963                                           |
| 3. Finnland             | Kaarina Marita Leskinen        | Kaarina Leskinen                  | Miss World 1962: Platz 2, Miss Scandinavia 1963: Siegerin         |
| 4. Holland              | Catharina („Rina“) Lodders     | Rina Lodders                      | Miss International 1962: Platz 4, Miss World 1962: Siegerin       |
| 5. Schweden             | Brigitta Lundberg              |                                   |                                                                   |
| Weitere Teilnehmerinnen |                                |                                   |                                                                   |
| Belgien                 | Jacqueline Oroi                | Jacqueline Oroi                   | Miss International 1961, Miss World 1961                          |
| BR Deutschland          | Irene Ott                      |                                   |                                                                   |
| England                 | Kim Carlton                    |                                   | Miss Universe 1962: Semifinale                                    |
| Frankreich              | Jeanne Rossi                   | Jeanne Rossi                      |                                                                   |
| Griechenland            | Kaiti Papadaki                 | Καιτη Παπαδακη (Kaiti Papadaki)   |                                                                   |
| Island                  | Gudrun Bjarnadóttir            | Guðrun Bjarnadóttir               | Miss Scandinavia 1963: Platz 3, Miss International 1963: Siegerin |
| Italien                 | Franca Cattaneo                | Franca Cattaneo Ferrucci          | Miss World 1961                                                   |
| Luxemburg               | Fernande Kodesch               |                                   | Miss Universe 1962                                                |
| Norwegen                | Beate Brevik Johansen          |                                   | Miss International 1962                                           |
| Österreich              | Dorli Lazek                    |                                   | Miss World 1964                                                   |
| Schweiz                 | Francine Delouille             |                                   | Miss Universe 1962                                                |
| Türkei                  | Zeynep Viyal                   | Zeynep Ziyal                      |                                                                   |